# هوشنگ‌آباد
هوشنگ‌آباد (به انگلیسی: Hoshangabad) یک منطقهٔ مسکونی در هند است که در بخش هوشنگ‌آباد واقع شده‌است. هوشنگ‌آباد ۱۱۷٬۹۸۸ نفر جمعیت دارد و ۲۷۸ متر بالاتر از سطح دریا واقع شده‌است.